# شبه‌ژیان‌مرغ
شبه‌ژیان‌مرغ (نام علمی: Alectrurus) نام یک سرده از تیره ژیان‌مرغ است. این سرده شامل دو گونه شبه‌ژیان‌مرغ قهقهه‌زن و شبه‌ژیان‌مرغ دم‌خروسی می‌باشد.

## گونه‌ها
- شبه‌ژیان‌مرغ دم‌خروسی،  Alectrurus tricolor
- شبه‌ژیان‌مرغ قهقهه‌زن،  Alectrurus risora'